# Giłwa (jezioro)
Giłwa – jezioro zwane też Rentyńskim położone w województwie warmińsko-mazurskim, około 20 km na zachód od Olsztyna i około 28 km na północny wschód od Ostródy. Bezpośrednio nad jeziorem położona jest wieś Rentyny.
Przez jezioro z południa na północ przepływa rzeka Giłwa, dopływ Pasłęki.
Jezioro ma słabo rozwiniętą linię brzegową, z małą wysepką.  Południowe i wschodnie brzegi  otoczone są lasami, zachodnie porastają łąki i zajmują pola uprawne. Brzegi są też często pagórkowate, wysokie, miejscami strome a krańce północne i południowe to podmokłe łąki.
Partie przybrzeżne jeziora są częściowo porośnięte oczeretami i roślinnością o liściach pływających: grążel żółty i grzybień biały.
U północnych brzegów występują  szerokim pasem szuwary – przeważają trzciny i pałka wąskolistna,  szczególnie obficie na południu jeziora.  
Roślinność zanurzona to przeważnie: ramienice, jaskier i rogatek  - zarastają one całą zatokę południową, szczególnie w północnym krańcu i szerokim pasem wokół brzegów. 
Dno zbiornika jest równinne, przy brzegach muliste.
Wokół jeziora znajduje się dużo dostępnych łowisk, gdzie występują licznie: 
leszcz, wzdręga, szczupak, okoń, płoć.